# جلودر
جلودَر یا آس‌چپ، روستایی از توابع بخش مرکزی شهرستان ارسنجان در استان فارس ایران است.
روز ۱۷ فروردین ماه ۱۴۰۴ هنگام حفاری برای نصب تیر چراغ برق در یک زمین زراعی در روستای جلودَر، در حدود ۴۵ کیلومتری تخت جمشید، یک خمره سفالین بسیار بزرگ باستانی پیدا شد.

## جمعیت
این روستا در دهستان خبریز قرار دارد و براساس سرشماری مرکز آمار ایران در سال ۱۳۸۵، جمعیت آن ۶۵۷ نفر (۱۴۸خانوار) بوده است.

## پیشینه
دشت ارسنجان از ۵۰ آبادی بزرگ و کوچک تشکیل شده است. روستای جلودر، نخستین روستا از روستاهای توابع ارسنجان است. به نظر می‌رسد جلودر در کنار راه باستانی اصطخر ـ کرمان قرار داشته است. اصطخری و فرصت‌الدوله در متون خود به نام و موقعیت آن اشاره کرده‌اند. در سال ۱۳۶۱ پایه ستونی هنگام تعریض مسیر جادهٔ آسفالت ارسنجان- مرودشت می‌شود که جنس سنگ آن از آهک و بهرنگ خاکستری و به شکل مکعب‌مستطیل دو پله‌ای است. این یافته با پایه ستون‌های کاخ‌های پاسارگاد، تخت جمشید، برازجان و محوطه قصر ابونصر شیراز مقایسه شده است. به نظر باستان‌شناسان، کشف پایه ستون از تُل جلودَر می‌تواند نشانی از آن داشته باشد که این محوطه دارای بنایی ستوندار از دورهٔ هخامنشی بوده که تنها یک پایه ستون از آن به دست آمده است.

### کشف خمره سفالین در جلودر
در فروردین ۱۴۰۴، یک خمره سفالین بزرگ به‌طور اتفاقی در جریان عملیات برق‌رسانی در روستای جلودَر (آس‌چپ) از توابع شهرستان ارسنجان در استان فارس کشف شد. این خمره که ابعادی حدود ۱٫۵ در ۱٫۵ متر دارد، هنگام حفاری برای نصب تیر چراغ برق در زمین‌های زراعی پیدا شده و خالی بوده است. گمان می‌رود که در گذشته برای نگهداری غلات به کار می‌رفته است.
بر اساس ارزیابی‌های اولیه، قدمت این خمره به دوره ساسانی بازمی‌گردد، هرچند در ابتدا برخی گزارش‌ها به احتمال تعلق آن به دوره هخامنشی اشاره داشتند. این شیء تاریخی با حضور کارشناسان میراث فرهنگی و یگان حفاظت از محل خارج و برای مطالعه و مرمت به پایگاه میراث جهانی تخت جمشید منتقل شد. مسئولان تأکید کرده‌اند که این خمره هیچ ارتباطی با تخت جمشید ندارد و پس از انجام بررسی‌های لازم، به موزه‌ای مناسب در شیراز یا منطقه ارسنجان منتقل خواهد شد.